# Alfondeguilla
Alfondeguilla è un comune spagnolo situato nella comunità autonoma Valenciana.